# Wintjiya Napaltjarri
Wintjiya Napaltjarri (ca. 1923 y 1934) (también escrito Wentjiya, Wintjia o Wentja), y también conocido como Wintjia Napaltjarri No. 1, es un artista indígena de habla pintupi de la región del desierto occidental de Australia. Es hermana del artista Tjunkiya Napaltjarri; ambas eran esposas de Toba Tjakamarra, con quien Wintjiya tuvo cinco hijos.

## Vida
Una obra de 2004 sobre pintores del desierto occidental sugiere que Wintjiya nació alrededor de 1923; la Galería de Arte de Nueva Gales del Sur sugiere 1932; la experta Vivien Johnson informa dos años posibles: 1932 o 1934. La ambigüedad en torno al año de nacimiento se debe en parte a que los indígenas australianos tienen una concepción diferente del tiempo, y a menudo estiman las fechas comparándolas con la ocurrencia de otros eventos..
Napaljarri (en Warlpiri) o Napaltjarri (en dialectos del desierto occidental) es un nombre de piel, uno de los dieciséis utilizados para denotar las subsecciones o subgrupos en el sistema de parentesco de los pueblos indígenas del centro de Australia. Estos nombres definen relaciones de parentesco que influyen en las parejas matrimoniales preferidas y pueden estar asociados con tótems particulares. Aunque se utilizan a menudo como términos de tratamiento, no son apellidos en el sentido utilizado por los europeos. Así, Wintjiya es el elemento del nombre de la artista que es específicamente suyo. A veces se la conoce como Wintjia Napaltjarri No. 1;; hay otra artista de la misma región, Wintjiya Morgan Napaljarri (también llamada Wintjiya Reid Napaltjarri), conocida como Wintjiya No. 2.